# 施坦威公司

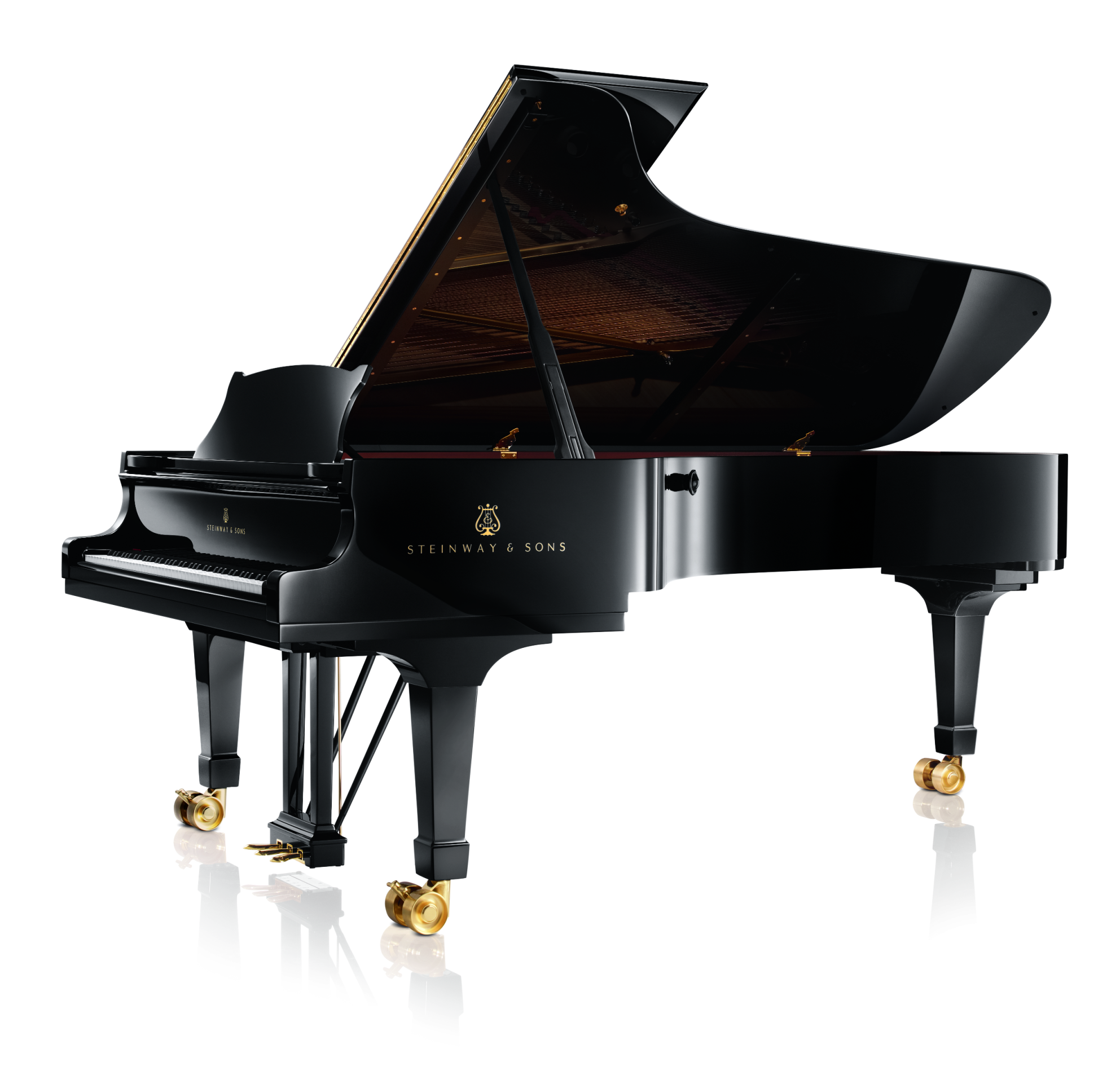
施坦威公司（Steinway & Sons）

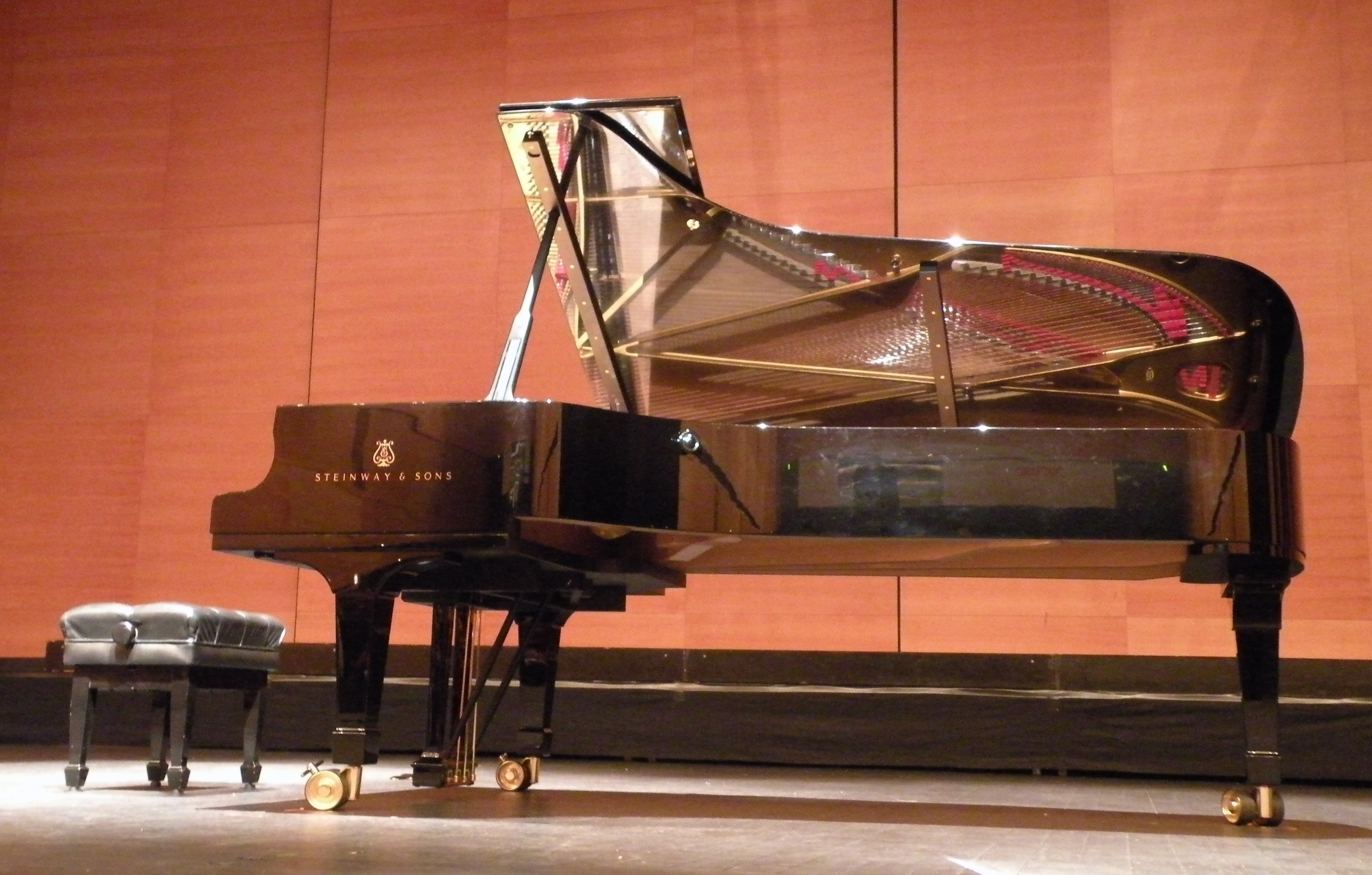
施坦威公司（Steinway & Sons）

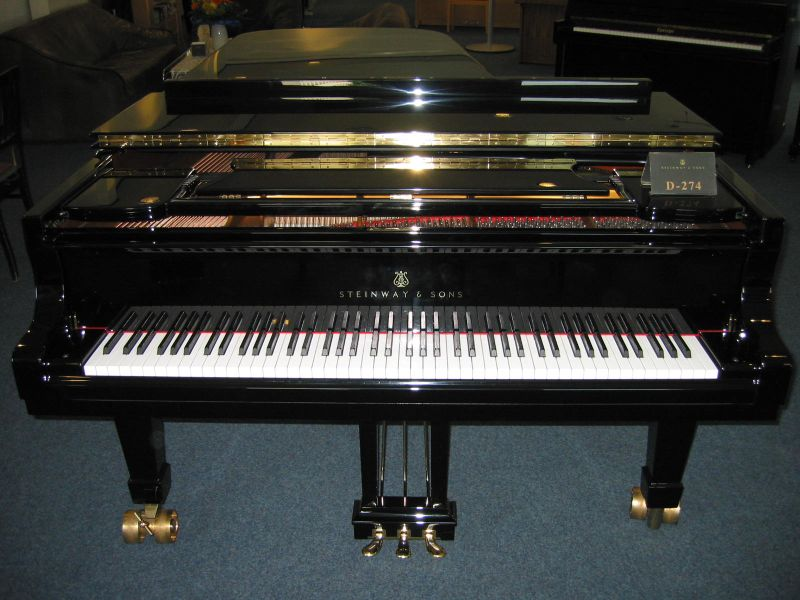
施坦威公司（Steinway & Sons）

施坦威公司，是一家美國及德國鋼琴製造公司。
亨利·史坦威（Heinrich Engelhard Steinweg，後來改名為）於1797年出生，是一位德國裔美國人。1836年，亨利·史坦威在他的廚房中打造了他第一部鋼琴。1850年亨利·史坦威跟他的妻兒移民到美國。

## 大事记
- 1853年，亨利·史坦威在美國曼哈頓成立了施坦威公司[8]。他第一部在公司生產的鋼琴現在於紐約市大都會藝術博物館展出。
- 自1855年開始，施坦威鋼琴在一些歐美的展覧中獲得多個金牌獎。
- 1857年，施坦威建立了第一個施坦威鋼琴展示中心。
- 1866年，施坦威公司建立了施坦威演奏廳。
- 在1871年時，亨利·史坦威去世，由他兩個兒子弗里德里希·西奧多·史坦威（Friedrich Theodor Steinweg）和威廉·史坦威（William Steinway）接管其業務。
- 1880年，施坦威家族回歸德國，在德國漢堡的工廠開始銷售Steinway-Haus鋼琴。
- 1909年，將施坦威的業務推展到柏林。
- 1929年，施坦威公司製造了一部有164個琴鍵和四個制音踏板雙鍵盤鋼琴。
- 1972年，經過一場官司後，施坦威公司被賣了給哥倫比亞廣播公司。
- 1985年，哥倫比亞廣播公司將施坦威公司賣了給一班投資者，公司則改名為施坦威音樂資產公司（Steinway Musical Properties, Inc）。
- 1995年，施坦威音樂資產公司與塞爾瑪公司合併，成為施坦威樂器公司（Steinway Musical Instruments）。

## 價格
施坦威鋼琴的價格一直是同行中最高的：2008年施坦威在漢堡製作了現在世界上最貴的大鋼琴，價格達120萬歐元。這架鋼琴的製作共花去了四年時間，這架鋼琴被取名為“和諧之聲”（Sound of Harmony），這個鋼琴使用了40多種不同的木材，其鋼琴蓋上由中國畫家石齊進行裝飾。其所有人是郭慶祥，2010年上海世博會曾展出過這架鋼琴。
拍賣價格最高的大鋼琴也是由施坦威公司製造於1833年至1887年間的紐約市的，1997年這架鋼琴在倫敦佳士得的拍賣價達120萬美元。這次打破了前世界第一、也是由施坦威創造的1980年的最貴大鋼琴價格記錄36萬美元。這架鋼琴現展覽於克拉克藝術學院。
世界最貴的直立式鋼琴由施坦威製造於1970年的漢堡，最早由約翰·藍儂以1,500美元的價格買下，他用這架鋼琴演奏和記錄過《Imagine》等。2000年在英國通過拍賣行私下交易給流行音樂家喬治·邁克爾，價格高達167萬英鎊。

## 延伸閱讀
- Barron, James. . New York: Holt. 2006. ISBN 978-0-8050-7878-7.
- Chapin, Miles. . New York: Potter. 1997. ISBN 978-0-517-70356-4.
- Ehrlich, Cyril. . Oxford, United Kingdom: Oxford University Press. 1990. ISBN 978-0-19-816171-4.
- Fine, Larry. . Jamaica Plain, Massachusetts: Brookside Press. 2007: 13–14, 96–100, 184–187. ISBN 978-1-929145-21-8.
- Fine, Larry.  4th revised. Jamaica Plain, Massachusetts: Brookside Press. 2001. ISBN 978-1-929145-01-0.
- Fostle, Donald W. . New York: Scribner. 1995. ISBN 978-0-684-19318-2.
- Giordano, Sr., Nicholas J. . Oxford, United Kingdom: Oxford University Press. 2010. ISBN 978-0-19-954602-2.
- Goldenberg, Susan. . Oakville, Ontario: Mosaic Press. 1996. ISBN 978-0-88962-607-2.
- Hoover, Cynthia Adams.  7. Shreveport, Louisiana: American Musical Instrument Society: 47–89. 1981. ISSN 0362-3300. |chapter=被忽略 (帮助)
- Kehl, Roy F.; Kirkland, David R. . Montclair, New Jersey: Amadeus Press. 2011. ISBN 978-1-57467-198-8.
- Lieberman, Richard K. . New Haven, Connecticut: Yale University Press. 1995. ISBN 978-0-300-06364-6.
- Matthias, Max.  3rd. Bergkirchen, Germany: PPV-Medien/Bochinsky. 2006. ISBN 978-3-923639-15-1.
- Ratcliffe, Ronald V. . San Francisco: Chronicle Books. 2002. ISBN 978-0-8118-3389-9.
- Steinway, Theodore E.  3rd. Pompton Plains, New Jersey: Amadeus Press. 2005. ISBN 978-1-57467-112-4.

## 外部連結
公司網址：
- www.steinway.com（页面存档备份，存于）
- eu.steinway.com（页面存档备份，存于）

文章：
- Article in The Brander about Steinway & Sons
- Series of nine articles in The New York Times following the production of a Steinway grand piano（页面存档备份，存于）

檔案：
- The Steinway & Sons Collection in La Guardia and Wagner Archives （页面存档备份，存于）
- William Steinway's diary, family tree of the Steinway family, photos and more in The National Museum of American History（页面存档备份，存于）